# Haimar
Haimar ist ein Ortsteil der Stadt Sehnde, südöstlich von Hannover.

## Geschichte
Der Name Haimar ist vermutlich von Heimbere oder Heymbere für die Himbeeren in den ehemals ausgedehnten Wäldern um den Ort abgeleitet worden. Einige Kilometer weiter nordöstlich liegt der Hämeler Wald, der einst Teil des großen Nordwaldes war. Zu Haimar selbst gehört heute nur noch ein kleiner Waldteil.
Um 800 setzte die Besiedlung des Gebiets um Haimar mit fränkischen Kolonisten und der Zugehörigkeit zum Großen Freien ein. Haimar war Sitz eines Grafengeschlechts, das mit Graf Adalbert 1103 erstmals erwähnt wird. In einer Urkunde von 1117 wird er comes Adelbertus de villa Heymbere genannt, womit der Ortsname erstmals erscheint. 1121 wird er als Adelbertus comes de Wernigerode bezeichnet, in der Zeugenreihe einer vom Bischof Reinhard von Halberstadt ausgestellten Urkunde. Die genauen Umstände der Übersiedlung nach Wernigerode im Harz sind unbekannt, es wird aber vermutet, dass er dort von Heinrich V. mit Ländereien belehnt worden war. Aus den Haimarer Grafen wurden so die Grafen von Wernigerode. Noch bis zum ausgehenden 14. Jahrhundert blieben die Grafen von Wernigerode im Gebiet zwischen Hildesheim, Burgdorf und dem Steinwedeler Wald im Besitz von bedeutendem Grundeigentum. 1429 sind sie erloschen; infolge einer Erbverbrüderung von 1417 folgten ihnen die Grafen zu Stolberg.
1512 fiel Haimar als Ort innerhalb der Amtsvogtei Ilten an das Fürstentum Lüneburg und litt erheblich in der Zeit der Hildesheimer Stiftsfehde. Der Nachbarort Gilgen wurde in deren Folge 1519 aufgegeben. Die Bewohner siedelten nach Haimar. 1534 setzte die Reformation in Haimar ein.
Im Zuge der Gebietsreform wurde Haimar am 1. März 1974 ein Ortsteil der Gemeinde, heute Stadt Sehnde.

## Religion

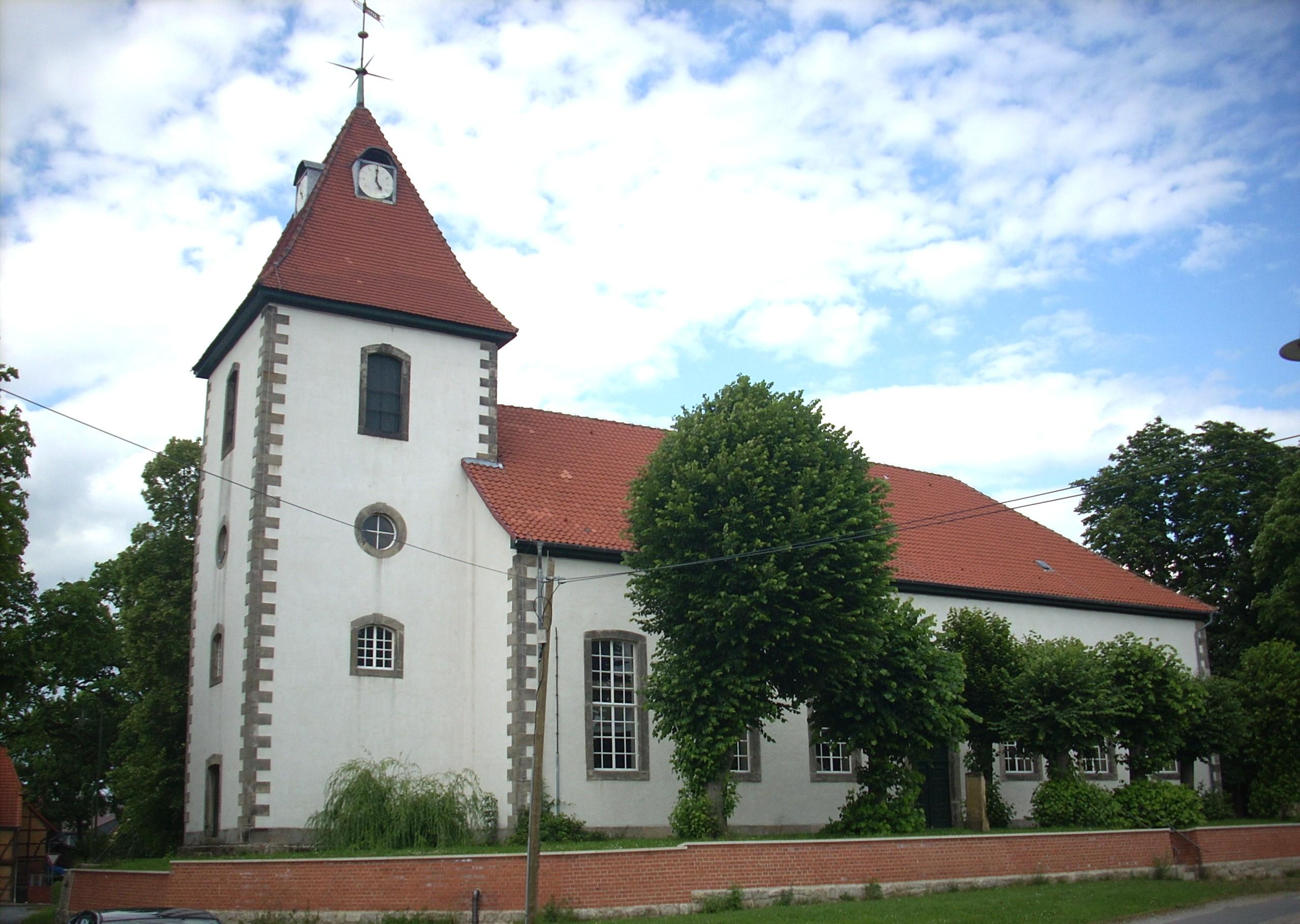
Barockkirche St. Ulrich in Haimar

Kirchlich gehörte die Siedlung Haimar anfangs zum Nachbarort Evern. Bereits um 1160 kam der Pfarrsitz nach Haimar und um 1200 entstand ein romanischer Kirchenbau. Das Kirchenpatronat hatten die Grafen von Wernigerode inne. 1540 wurde es von der Familie von Rutenberg vom Haus Rethmar wahrgenommen. Der ursprüngliche Kirchenbau veränderte sich über die Jahrhunderte oft. Dafür waren Umbauten, Sturmschäden und Blitzeinschläge verantwortlich. Während des Dreißigjährigen Krieges erlitt das Inventar Plünderungen. Ab 1660 kam es zu umfangreichen Restaurierungsarbeiten. Da die kleine Kirche im 18. Jahrhundert zu klein wurde, errichtete man zwischen 1784 und 1788 die heutige barocke Saalkirche St. Ulrich. Der dreistöckige Westturm diente früher der Orientierung für Reisende in der baumarmen Landschaft. Die barocke Innenraumgestaltung der Kirche ist noch heute vorhanden.
Zur Kirchengemeinde Haimar gehören noch die Dörfer Dolgen und Evern. Die Kirchengemeinde Haimar ist mit der Kirchengemeinde Rethmar pfarramtlich verbunden. Der gemeinsame Pastor der beiden Kirchengemeinden hat seinen Wohnsitz in Rethmar.

## Politik
Haimar hat einen siebenköpfigen Ortsrat gemeinsam mit den Ortsteilen Dolgen und Evern.
Ortsbürgermeister ist Konrad Haarstrich.

## Wappen
Blasonierung: Geteilt von Rot und Silber. Oben der blaubewehrte goldene Löwe der „Freien“, unten zwei einander zugewandte, steigend gebogene rote Forellen (der Grafen von Haimar-Wernigerode).

Entwurf: Carl Wenzel

Verliehen durch den Oberpräsidenten der Provinz Hannover am 22. August 1932.

## Wirtschaft und Infrastruktur
Zwischen 1898 und 1935 verband eine Straßenbahn der Üstra Haimar mit Hannover. Die Strecke führte über Sehnde, Ilten, Höver und Anderten weiter nach Hannover. Heute besteht eine Anbindung nach Hannover durch eine Buslinie. Nördlich von Haimar liegt der Mittellandkanal. Durch den Ort verläuft die B 65, sie ist eine Verbindung zwischen Hannover und Peine.